# Stephan Girard
Stephan Girard (francès: Étienne Girard)  (Bordeus, 20 de maig de 1750 - Filadèlfia, 26 de desembre de 1831) va ser un banquer i filantrop d'origen francès. Nascut a Bordeus, Girard va emigrar als Estats Units on es va establir com a banquer. Durant la guerra anglo-americana de 1812-1815, Girard va salvar el govern dels Estats Units de la fallida en finançar personalment l'esforç bèl·lic nord-americà.
Va acumular una gran fortuna, que incloïa una plantació amb esclaus a Louisiana. Un article publicat el 2007 a la revista Fortune estimava que era el quart estatunidenc més ric de la història. No tenint fills, Girard va dedicar gran part de la seva fortuna a la filantropia, en particular a l'educació i el benestar dels orfes, i la seva herència continua finançant esforços filantròpics en l'actualitat.

## Biografia
Girard va néixer a Bordeus (França) el 20 de maig de 1750, fill d'un capità de vaixell.:767 Va perdre la vista de l'ull dret als vuit anys i tenia poca educació. El 1760, va viatjar a la colònia de Nova York com a grumet i s'hi va quedar, treballant amb comerciants de la costa est.:766  Va ser llicenciat com a capità el 1773, va visitar Nova York el 1774, i amb l'ajuda d'un comerciant de Nova York va començar a comerciar cap a i des de Nova Orleans i Port-au-Prince. El maig de 1776, després de l'esclat de la Guerra d'Independència dels Estats Units, Girard va navegar al port de Filadèlfia per evitar un grup de vaixells de guerra de la Royal Navy i s'hi va establir, dirigint una botiga de queviures i licors. El 1783, el germà de Stephen, John Girard, el va deixar amb una esclava, una dona d'uns vint anys anomenada Hannah, durant una visita de Saint-Domingue.:89-91 La Llei de 1780 de Pennsilvània per a l'abolició gradual de l'esclavitud tenia moltes llacunes i encara que es va modificar al llarg de la vida de Girard, Hannah va romandre la seva esclava fins a la seva mort el 1831. Una llista d'habitants subjectes a impostos de 1828 va informar que era l'única persona esclava a Filadèlfia en aquell moment.
El 1790, Girard tenia una fortuna de 6.000 dòlars i una petita flota de vaixells comercials. El 1791, els seus comerciants de l'antiga colònia de Saint-Domingue van participar en el rescat de mercaderies propietat de plantadors francesos durant la revolució haitiana. Es va quedar amb 10.000 dòlars de mercaderies estibades als seus vaixells, els propietaris dels quals probablement van ser massacrats. Com que els propietaris de les mercaderies no van ser trobats, Girard va afegir els béns a les seves possessions.:767  També va participar en el comerç a la Xina (Old China Trade), finançant viatges a Canton. Aquests viatges van beneficiar Girard a través de la venda de béns legítims, així com d'opi, que s'introduïa de contraban a la Xina. Els negocis de Girard a la Xina van acabar el 1824 després d'un incident entre un dels seus vaixells i les autoritats xineses.
El banc de Girard va ser la principal font de crèdit del govern durant la guerra de 1812, per valor d'un milió de dòlars. Cap al final de la guerra, quan el crèdit financer del govern dels Estats Units estava en el seu nivell més baix, Girard va posar gairebé tots els seus recursos personals a disposició del govern i va subscriure fins al 95 per cent de l'emissió de préstecs de guerra, cosa que va permetre als Estats Units continuar la guerra. Després de la guerra, es va convertir en un gran accionista i un dels directors del Segon Banc dels Estats Units (Second Bank of the United States).
El banc de Girard va cessar les seves operacions a la seva mort el 1831, però els homes de negocis de Filadèlfia, desitjosos d'aprofitar la reputació de Girard, van obrir un banc anomenat Girard Trust Company, i més tard Girard Bank. Es va fusionar amb Mellon Bank el 1983 i es va vendre en gran part a Citizens Bank dues dècades més tard. El seu monumental edifici central encara es troba als carrers Broad i Chestnut de Filadèlfia.
Tot i que la base de la seva riquesa era naviliera, Girard també va tenir temps d’invertir en altres negocis, com l’immobiliari, les matèries primeres, les explotacions agrícoles o els ferrocarrils.
A finals de desembre del 1830, Girard va ser atropellat per un carro arrossegat per cavalls. Mai es va recuperar del tot i va acabar morint el dia de Sant Esteve de l’any següent. En el moment de la seva mort era l’home més ric dels Estats Units.